# Ceršak
Ceršak je obmejno obcestno središčno naselje na severu Slovenije, spada pod občino Šentilj. Leži na položnem pobočju in slemenu v severozahodnem delu Slovenskih goric, južno nad reko Muro. K naselju spadajo še zaselek Polhnice, del Novin in skupine novih stanovanjskih hiš ob cesti Šentilj v Slovenskih goricah - Sladki Vrh. Če pod prebivalce naselje štejemo tudi prebivalce Selnice ob Muri, je Ceršak največje naselje v občini Šentilj.
V Ceršaku se nahaja tudi kegljišče Ceršak, vrtec in šola, gasilski dom, komunala šentilj itd...
Območje prvič naselijo Iliri in Kelti. 
Intenzivnejše naseljevanje se začne okoli leta 1000, ko se formirajo prvi kraji na območju med Muro in reko Pesnico. Iz tega pasu se začne širše naseljevanje proti Jugu. 
Kraj Ceršak je prvič omenjen leta 1330 v urbariju mariborske graščine. Sosednje naselje Selnica ob Muri spada pod poštno številko 2215 Ceršak, zato lahko njene prebivalce štejemo tudi kot prebivalce Ceršaka.
Ob Muri je tovarna lepenke, obrat Palome Ceršak. Iz majhnega zaselka v bližini tovarne je v sedemdesetih in osemdesetih letih 20. stoletja nastalo naselje stanovanjskih hiš njenih delavcev. V naselju je tudi Mala hidroelektrarna Ceršak.
Leta 2022 se je na Vodnicah, v osrčju Ceršaka pričela gradnja novega gasilskega doma Ceršau, ki bo vseboval vse potrebne akomodacije za gasilce in učence. Prav tako je v načrtu izgradnja 86 metrov dolgega mostu, ki po Ceršak povezoval z Avstrijo.
Naselju se pogovorno reče tudi Cirberg